# 水色スプラッシュ
『水色スプラッシュ』は、舞阪洸原作、紫☆にゃー作画による漫画作品。『月刊ドラゴンエイジ』（富士見書房）2006年9月号の「盛特読切」として、『水色のスプラッシュ！』のタイトルで52ページ分を掲載（第1話相当）。その後、2007年2月号から4月号に『水色スプラッシュ』として2話、3回分（第3話は前後編）が短期集中連載された（合わせて、単行本1冊分の分量）。2007年12月号から2008年5月号には『水色スプラッシュ 2nd season』として、短期集中連載の続編となる全6話を連載した。作者やスタッフによる略称は「水スプ」。

## あらすじ
かつて水泳の選手だった主人公・京橋将人は、心臓の不具合が見つかり、激しい運動ができなくなった。その後、泉ヶ丘学園に転校した将人は、マネージャーとして水泳部に入る。しかし、泉ヶ丘学園は一昨年まで女子校であり、水泳部の面々も全員が女子。
年相応にちょっとスケベな将人と、個性あふれる部員たちにぶっ飛んだ顧問も含めて、将人の嬉し恥ずかし、そして苦労を背負い込む水泳部ライフが始まった。

## 主な登場人物
登場人物は、全員が大阪府内の鉄道駅名が苗字になっている。
京橋 将人（きょうばし まさと）
本作品の主人公。17歳。高校2年の男子。所属クラスは2年C組。泉ヶ丘学園に転入した直後、水泳部にマネージャーとして入部する。泉ヶ丘学園水泳部の男子部員第1号。
濃いカーキ色のショートヘアー。瞳は金色を帯びた黒。かつて水泳をしていただけに、スリムながらも筋肉質の身体を持つ。
転入前の学校では優秀な水泳の選手だったが、練習中に心臓疾患（多源性期外収縮、要は不整脈）を発症し、救急車で搬送された。その後、医師から激しい運動を禁止されてしまい、水泳もやめざるを得なかった。
年相応にえっちなことには興味があり「妄想システム」も装備している。競泳水着フェチなところもあり、スクール水着のローレグよりも、さらには裸体よりも、競泳水着のハイレグに価値を見いだしている。
水泳部ではマネージャーとして、コースロープの設置や収納、タイム計測、お風呂の管理などの雑用をこなす。マネージャーとしては優秀なのだが、水泳部の面々（顧問を含む）はあまりに個性が強すぎるため、ほぼいつも振り回されている。もちろん、毎日それに見合う以上の「目の保養」を楽しんでいる。
イメージは「おとなしい犬」であり、春の学園祭で水泳部が開いた「競泳水着喫茶」でも、初日は犬耳をつけてウェイター、2日目はコック帽で厨房を担当した。なお、両日ともボトムは競泳用のビキニ水着だった。
春の学園祭で、漫画研究会に勝負を申し込んだ張本人。
2nd seasonの冒頭で「裏試験」（マネージャー適性試験で、要は女子部員たちが全裸での入浴中をのぞくかどうか）に合格、晴れて正式部員として認められた。
茨木 悠香（いばらき ゆうか）
水泳部の部長。泉ヶ丘学園高校3年女子。18歳。
濃いブラウンのロングヘアー。瞳はウォーターブルーで、ややタレ目。ふだんは、長い髪を大きな1本の三つ編みにしている。胸は、学園3大巨乳と言われるほど。春琉ほか、他の部員によく胸をもまれている。水泳部員にしては、身体は色白。
部長になるだけあって、親切で世話好き。部員たちの面倒もよく見ている。第1話では、競泳水着姿で教室まで将人を迎えに行った。やや天然。
豊中 春琉（とよなか はるる）
水泳部の部員。泉ヶ丘学園高校3年女子。18歳。所属クラスは3年A組。実力は水泳部でもトップレベルで、インターハイの出場を狙えるほど。
真紅のショートヘアー。瞳も真紅で、軽いツリ目。部員の中でも特に練習熱心な努力家で、全身が濃い小麦色に日焼けしている。胸は悠香に匹敵するほどの巨乳。
将人の歓迎宴会で、あみだくじにより「将人の世話係」に任命されてしまう。しかし、見かけのワイルドさとは裏腹に、実は悠香以上に面倒見がいい。
正直で裏表がなく、明るくさっぱりした性格。後輩たちには「春センパイ」と呼ばれ、慕われている。
学園祭で、漫画研究会との水着喫茶勝負に負けた水泳部が、罰ゲームとして全員スクール水着で校庭10周となった時、将人に自分のスクール水着を貸した。
森之宮 杜御（もりのみや もりみ）
水泳部の部員。泉ヶ丘学園高校2年女子。17歳。所属クラスは2年A組。水泳に関しては春琉に次ぐ実力を持っているが、努力している姿を見せたがらない。
ブロンドのロングヘアー。ふだんは、大きなリボンを蝶結びにしてポニーテールにしている。また、頭頂部に1束のアホ毛がある。瞳は明るい碧色で、ややツリ目。胸は春琉よりも大きい巨乳。
家は大変なお金持ち。自宅に広大な温水プールがあり、おもにここで練習している（学校のプールではあまり練習しない）。
お金持ちのお嬢様らしく、庶民とは少しずれた感性を持っている。学園祭の水着喫茶で人手が足りないと聞くと、お抱えの料理長とメイド100人を呼び寄せようとした。ただ、杜御自身はたしなみとして料理も一通りこなせる。
何かを頼まれる時は「杜御お嬢様」と呼ばれないと無視する。
カラオケが大好きで、自分専用マイクも持っている。
2nd seasonで、姓の表記が「森乃宮」から「森之宮」に変更された。
今里 潤（いまさと じゅん）
水泳部の部員。泉ヶ丘学園高校2年女子。17歳。水泳に関しては杜御に次ぐ実力があり、リレーの選手として期待されている。
薄い紫を帯びた灰色のショートヘアー。瞳はオレンジブラウン。水泳部員中、一番のきついツリ目。春琉ほどではないが、かなり濃く日焼けしている。
男嫌い。どちらかというとレズ趣味があり、1年生の女子テニス部員に手を出そうとしているらしい。当然、将人のことは嫌っている。
姫島 由衣（ひめじま ゆい）
水泳部の部員。泉ヶ丘学園高校2年女子。水泳に関しては潤とほぼ同等の実力があり、潤と同じくリレーの選手として期待されている。
ピンクのロングヘアー。緑色のリボンでカチューシャ風にまとめている。瞳は碧色で、タレ目。
水泳部員の中では、比較的まとも。それだけに、あまり目立たない。
桃谷 美々祢（ももたに みみね）
水泳部の部員。泉ヶ丘学園高校1年女子。所属クラスは1年A組。
水色のショートヘアー。瞳もライトブルーで、タレ目。活発で、たいてい身体のどこかに絆創膏が貼られている。
食いしん坊で、特に宴会ではよく食べる。性格もやや幼い。
高槻 若葉（たかつき わかば）
水泳部の部員。泉ヶ丘学園高校1年女子。所属クラスは1年A組。
赤紫色のロングヘアー。瞳も赤紫色で、タレ目。ふだんは眼鏡をかけている。
肉体年齢が幼いらしく、他の部員より頭1つ小さい。
将人が入部する前はマネージャーを担当していた。そのため、水泳選手としてはあまり期待されていない。
見かけのかわいさとは裏腹に、かなり黒い性格。言葉遣いも悪い。
西梅田 麻宮（にしうめだ あさみや）
泉ヶ丘学園に勤める女性教師。担当科目は不明。水泳部の顧問。23歳。
キャメル色のロングヘアー。瞳は深紅。ややツリ目だが、表情は豊か。グラマーだが引き締まった身体で、胸は大人の女性らしく十分な巨乳。
水泳部の顧問だけあって、水泳の技量はセミプロ級。
杜御に多額の借金をしている。しかも「これ以上返済が遅れると身体で返さないといけない」ほど、無計画に借りているらしい。
転入した将人を水泳部に誘い入れた本人。
「高いところに仁王立ち」が好きらしく、初登場時に将人に改めて自己紹介した時は、プールサイドの機械室の上に立っていた。
破天荒な性格とは裏腹に、面倒見は非常によく、水泳部員ほか生徒たちからは「アサミ先生」や「アサミちゃん」と呼ばれ、親しまれている。
宴会やカラオケが大好き。水泳部員とカラオケに行くと、杜御との2人ショー状態になる。
自分の悪口に関しては非常に敏感。小声で噂をしていても、すぐ「何て？」とツッコミを入れる。この時は、耳がとがり、羊のような角が生え、顔に隈取りのような模様が浮かび、まるで悪魔のような姿となる。
教師や顧問として多忙なはずだが、メジャーなRPGなどもプレイするらしい。
天満 篠李（てんま しのり）
泉ヶ丘学園に勤める女性教師。担当科目は国語。漫画研究会の顧問。
23歳で、アサミと同期。アサミとは、一緒に酒を飲んで酔っ払ったり、大喧嘩をしたりと、仲がいいのか悪いのかわからない関係（実際は喧嘩するほど仲がいい、という関係らしい）。
ストレートのセミロングヘアー。眼鏡をかけている。自称「ちょっとお茶目な美人教師」。スモーカー。
学園祭で競泳用ビキニパンツ姿の将人を見て、漫研のモデルとしてスカウトした。
春琉には「マンテン先生」と呼ばれているが、本人は嫌がっている。
千林（せんばやし）
杜御づきの執事。がっしりした体格だがイケメンで、眼鏡をかけている。2nd seasonから登場。

## 主な舞台
泉ヶ丘学園（いずみがおかがくえん）
主人公の将人が転入した高校。2年前までは女子校で、3年は女子のみ。
女子校時代の名残りか、各クラブの部員（特に女子部員）や顧問は、各部のユニフォームやコスチュームで普通に校内を闊歩している（神道研究部は巫女服、仏教研は袈裟など）。従って、水泳部の競泳水着姿もそれほど目立たない。
水泳用のプールは50mという本格派。プールサイドには、水泳部の部室兼合宿所があり、冷えた身体を温めるお風呂も整備されている。水泳部の男子更衣室は将人専用ということで、用具室と兼用。室内はかなり雑然としている。しかし、壁のスイッチボックスには隣の女子更衣室がのぞける穴が開いている。ただし、のぞきがバレるとアサミ先生のとても怖いおしおきが想定される。この穴は将人を試す「裏試験」のためのもので、将人が裏試験に合格した後にふさがれた。
春の学園祭では、水泳部がプールサイドで「競泳水着喫茶・Cafe Splash」を開店したが、他の部などとネタがかぶりまくり（特に漫画研究会の「スクール水着甘味喫茶・Nylon Dream」とは完全に競合）、さらにそれらがすべて南校舎に集中していたため、初日は閑古鳥が鳴いていた。
居酒屋 カワシマ
将人の入部祝いで、水泳部の面々が宴会を開いた和風居酒屋。
バケツ並みの超特大ジョッキがあり、アサミ先生はこれを一気に空けられる。
宴会場の和室には、なぜか「リテイク」と書かれた掛け軸や、「締切」と書かれた色紙など、小説家や漫画家が恐れる言葉が書かれたものが飾られている。
森之宮家の別荘
2nd seasonにて、水泳部が合宿をした。超豪邸で、コースロープを張って競泳ができるサイズの屋外プールがある。
女子部員たちとアサミ先生がジャグジーに全裸で入浴し、将人に対する「裏試験」が行われた。

## 書誌情報
富士見書房・角川グループパブリッシングより「角川コミックスドラゴンJr.」として刊行されている。
1. 水色スプラッシュ（2007年6月9日発行） ISBN 978-4-04-712501-8
2. 水色スプラッシュ 2nd season（2008年6月9日発行） ISBN 978-4-04-712551-3